# 691. pr. Kr.
◄ | 8. stoljeće pr. Kr. | 7. stoljeće pr. Kr. | 6. stoljeće pr. Kr. | ►
◄ | 720-ih pr. Kr. | 710-ih pr. Kr. | 700-ih pr. Kr. | 690-ih pr. Kr. | 680-ih pr. Kr. | 670-ih pr. Kr. | 660-ih pr. Kr. | ►
◄◄ | ◄ | 694. pr. Kr. | 693. pr. Kr. | 692. pr. Kr. | 691 pr. Kr. | 690. pr. Kr. | 689. pr. Kr. | 688. pr. Kr. | ► | ►►
Astronomija

## Događaji
- Bitka kod Halulea; asirski zapisi iz doba kralja Senaheriba spominju kako je asirski kralj u gradu Haluleu jedva odbio napad Perzijanaca i nezavisnih trupa iz Anšana predvođenih Ahemenom.